# Mannheimer Rheinschanze

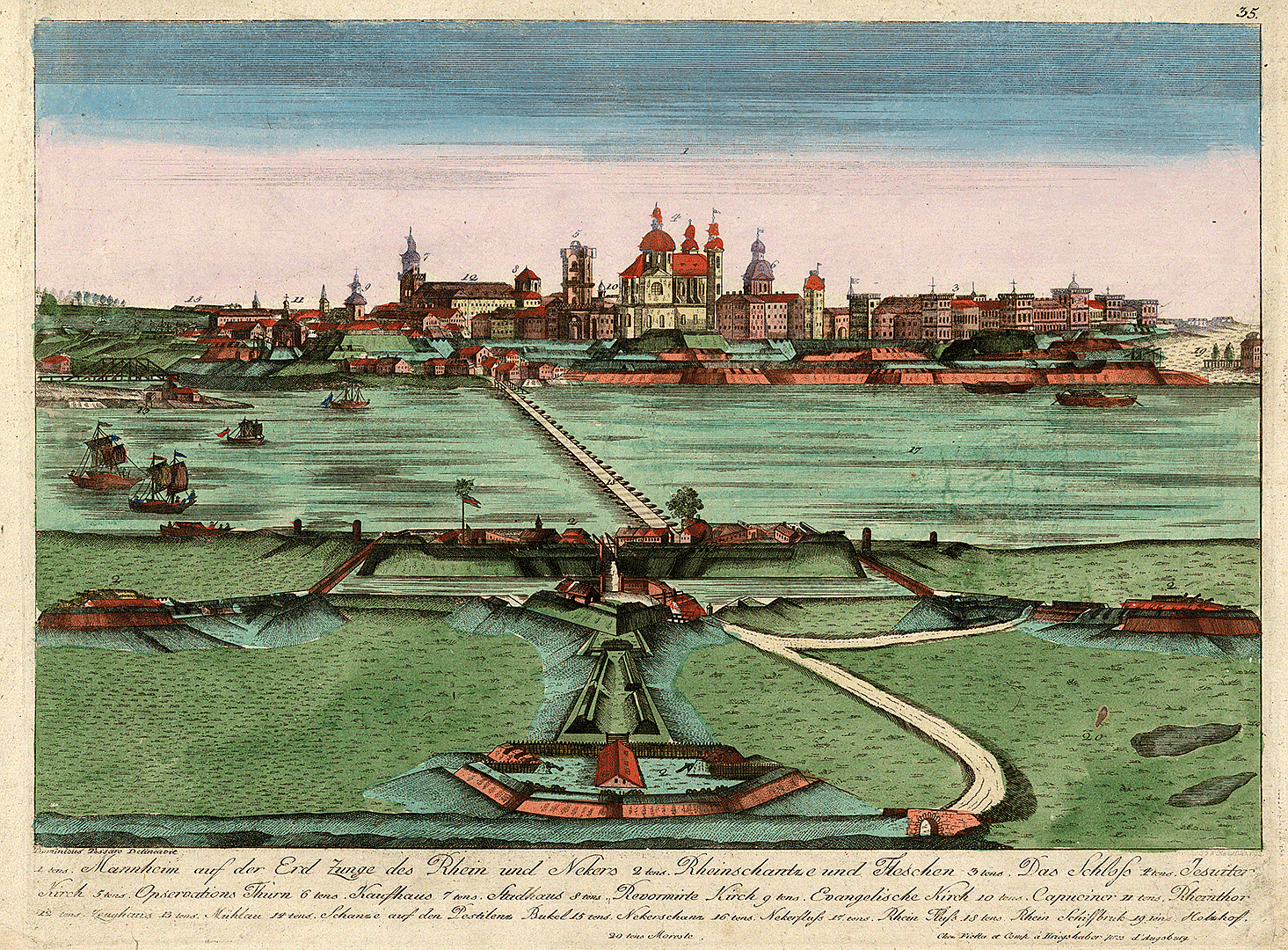
Rheinschanze und Mannheim um 1795

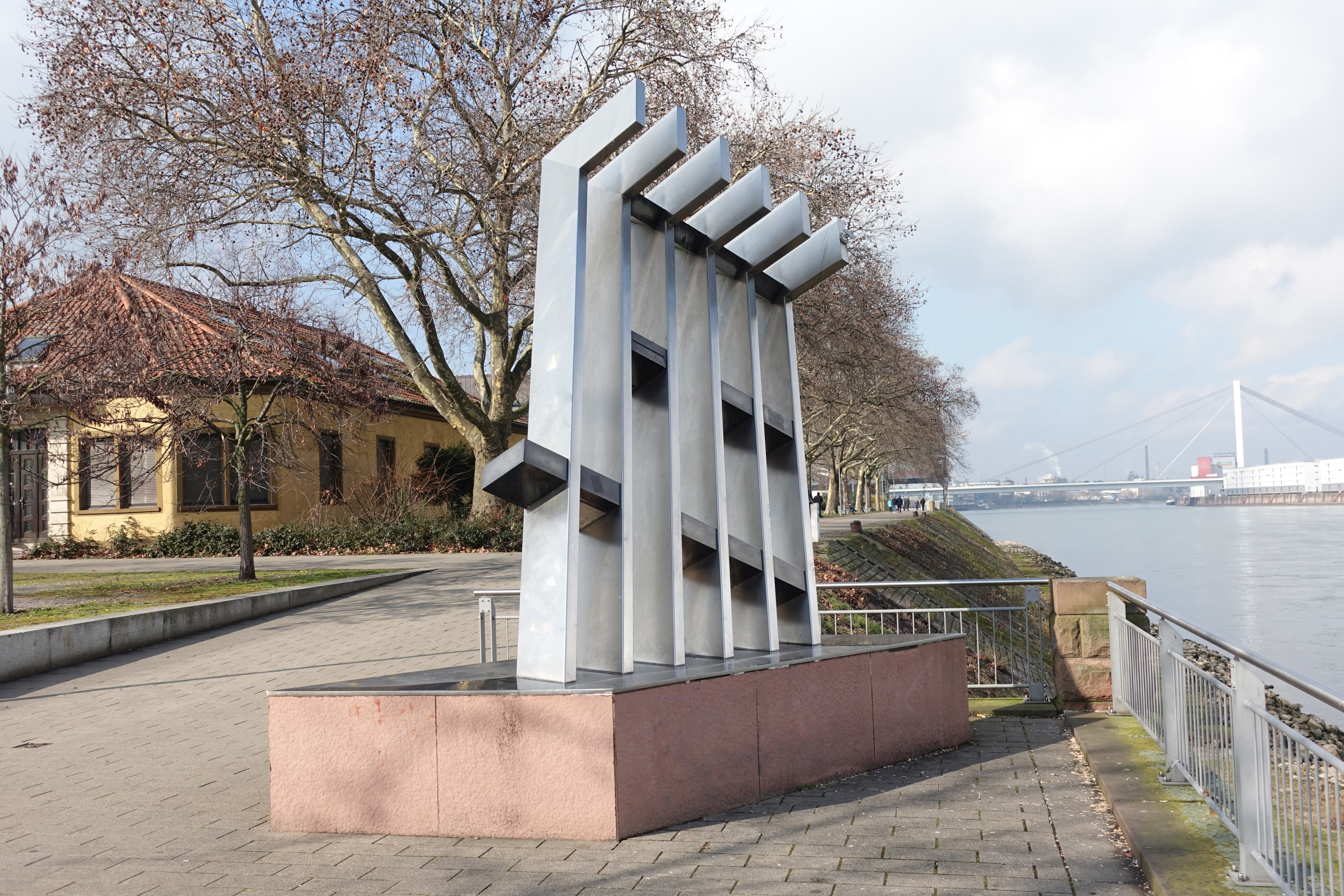
Rheinschanzendenkmal am Rheinufer von Ludwigshafen

Die Mannheimer Rheinschanze war ein Brückenkopf von Mannheim am gegenüberliegenden Ufer des Rheins, aus dem sich später die Stadt Ludwigshafen am Rhein entwickelte.

## Der Begriff „Schanze“
Das Wort Schanze bezeichnet eine aus Erde bestehende, geschlossene Wehranlage. Das Wort selbst leitet sich ab von dem mittelalterlichen Wort für die „Reisigbündel“, mit denen solche Anlagen ursprünglich befestigt waren. Schanzen waren aus einem Erdaufwurf bestehende Verteidigungsanlagen. Sie standen entweder für sich alleine oder in Verbindung mit anderen Einrichtungen im Feld (als Teil einer Festung).

## Die Rheinschanze im 17. Jahrhundert

### Gründung im Jahr 1606

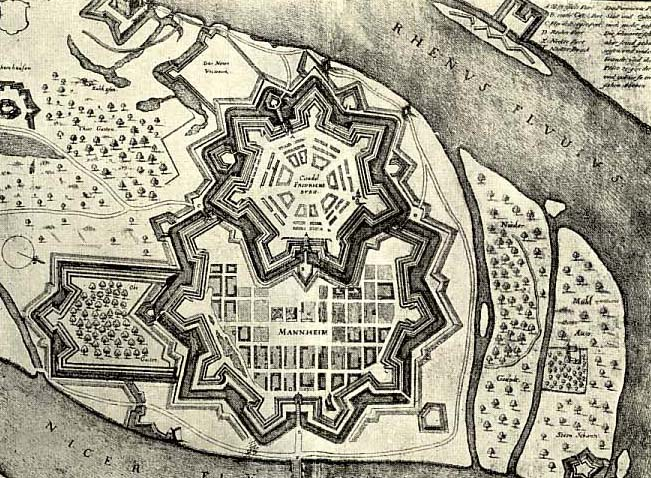
Rheinschanze, Zitadelle und Stadt Mannheim im Jahr 1620

Die erste Anlage der Rheinschanze wurde – gleichzeitig mit der Festung Friedrichsburg – im heutigen Mannheim unter Kurfürst Friedrich IV. errichtet. Friedrich, der die Kurpfalz von Heidelberg aus regierte, war zu der Ansicht gekommen, dass Heidelberg auf Grund seiner Lage zwischen zwei hohen Bergen strategisch ungünstig gelegen sei. So erwählte er das Dorf Mannheim, das auf drei Seiten von den Flüssen Rhein und Neckar umflossen war und freien Ausblick nach allen Seiten bot, als Standort für eine Festungsanlage. Er hatte aber nicht mit dem Widerstand der Mannheimer Bauern gerechnet, die sich lange sträubten, hierfür ihre Felder und Weinberge abzutreten. Erst am 11. Februar 1606 kam ein Vertrag zustande, in dem sich die Mannheimer, durch Entschädigungen bewogen, mit dem Bau einer Befestigung einverstanden erklärten. Am 17. März 1606 fand dann die feierliche Grundsteinlegung statt.
Die Rheinschanze auf dem anderen Rheinufer war ein kleines Hornwerk zur Absicherung des Rheinübergangs. Die Topografie war damals nicht die gleiche wie heute. Eine Abbildung aus dem Jahr 1620 zeigt vor der Rheinschanze eine befestigte Insel, die in einem Plan aus dem Jahr 1700 aber nicht mehr eingezeichnet ist. Vermutlich wurde sie bei der Erweiterung der Uferbauten mit dem Festland verbunden.

### Zerstörung im Dreißigjährigen Krieg

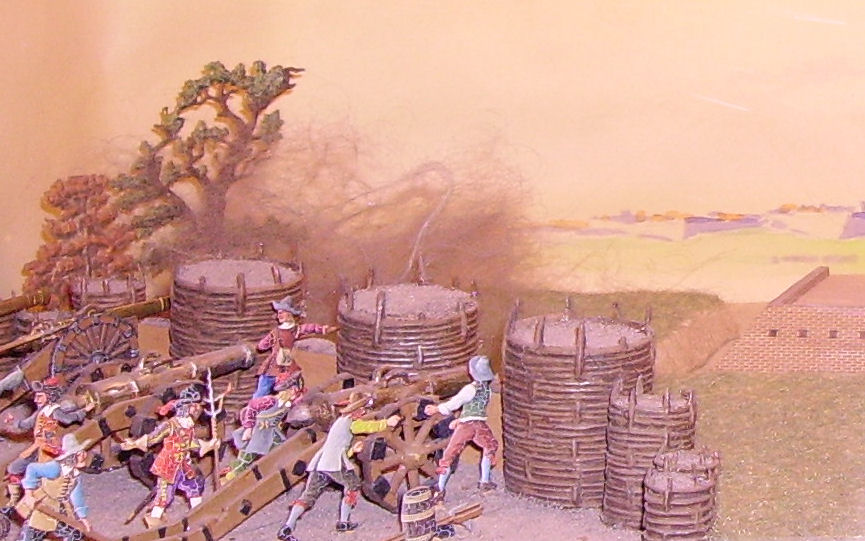
Belagerung durch Tilly (Diorama im Stadtmuseum Ludwigshafen)

Im Dreißigjährigen Krieg wurde die Rheinschanze von den Truppen Graf von Tillys besetzt, der kurz zuvor Heidelberg eingenommen hatte. Der englische General, den der Schwiegervater des Pfalzgrafen, der englische König Jakob I. gesandt hatte, musste die Stadt aufgeben, nachdem Tilly am 11. September 1622 von der anderen Rheinseite aus die Rheinschanze und die Stadt Mannheim beschießen ließ. Am 13. September machten die Belagerten noch einen Ausfall. Am 23. Oktober aber eröffnete Tilly so heftiges Feuer aus allen Schanzen auf die Stadt, dass der Kommandant die Einwohner in die Festung zurückzog und die Häuser der Stadt in Brand stecken ließ.
Bald stellten sich in der Festung Hunger und Krankheiten ein. Es war aber auch kein Geld zur Bezahlung der Söldner mehr vorhanden. Der Oberkommandant De Vere leitete deshalb am 30. Oktober Kapitulationsverhandlungen ein, die am 2. November zum Abschluss kamen. Die Besatzung erhielt freien Abzug und den Bewohnern wurde der Schutz ihres Eigentums verbürgt. Am 4. November rückte Tilly nach Mannheim ein und ließ Festungswerke sowie Rheinschanze niederreißen. Mannheim wurde daraufhin von seinen Bewohnern verlassen. Die pfälzische Kurwürde wurde zudem von Kaiser Ferdinand an Herzog Maximilian von Bayern übertragen.
Im weiteren Verlaufe des Dreißigjährigen Kriegs war Mannheim mehrfach kriegerischen Ereignissen ausgesetzt. Im Jahr 1649, ein Jahr nach dem Westfälischen Frieden, wurde Mannheim dem pfälzischen Herrscherhaus unter Kurfürst Karl Ludwig, dem Sohn des „Winterkönigs“, zurückgegeben, wobei Festung und Rheinschanze erneuert wurden.

### Die „fliegende Brücke“

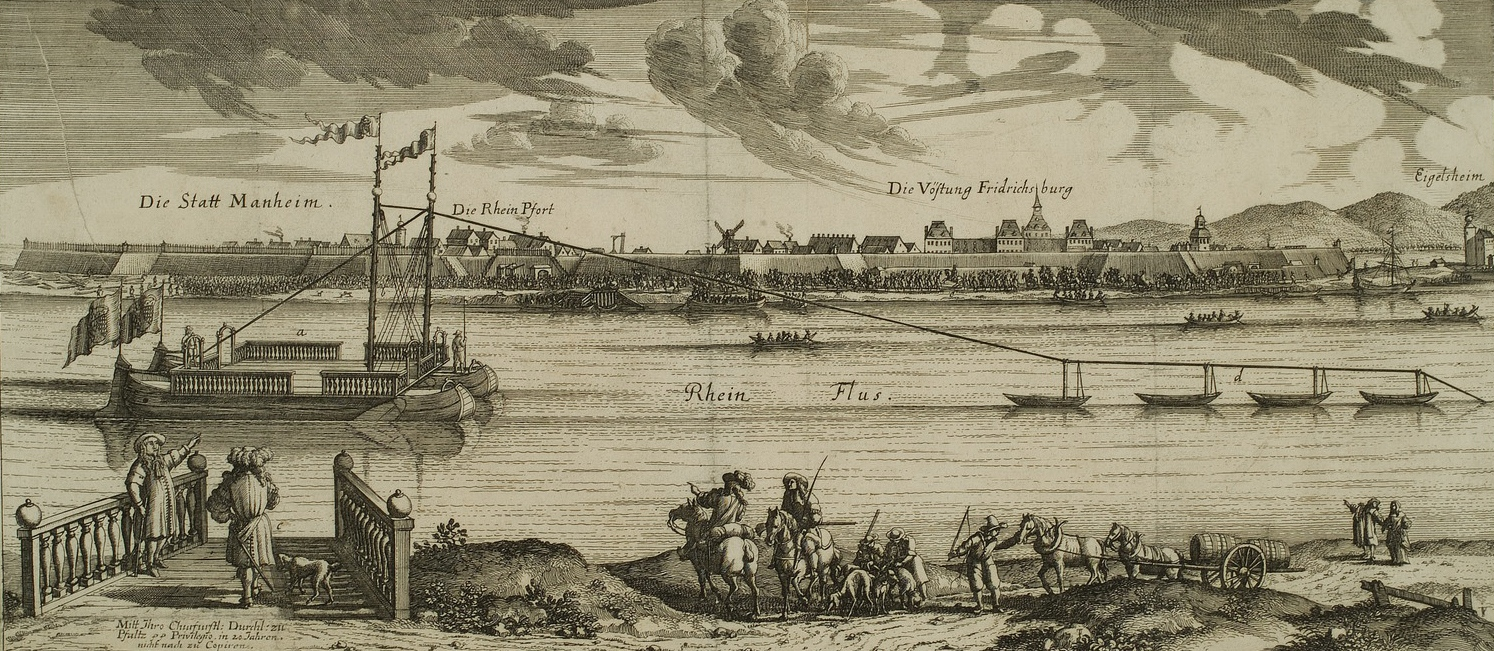
Fliegende Brücke, Gierfähre über den Rhein

Unter Kurfürst Karl Ludwig wurde im Jahr 1669 zur besseren Verbindung der beiden Rheinufer eine so genannte „fliegende Brücke“ eingerichtet. Es handelte sich dabei um eine Gierfähre. Bis zu diesem Zeitpunkt konnte der Rhein nur auf Kähnen überquert werden. Der Erbauer der Gierfähre, Wilhelm Tautphöus, Bürger zu Bacharach, war auf sein Werk stolz und feierte es in einem Gedicht als eine Brücke, der keine andere sonst wo gleiche; sie bewege sich ohne Segel und ohne Ruder leicht und sicher und könne mehr als 400 Mann Pferde und geladene Wagen auf einmal tragen.
Der Kurfürst Karl Ludwig fuhr am 27. August 1669 als Erster mit der Fähre über den Rhein und schrieb hierüber am 28. August an seine Gemahlin:

„Gestern sindt mir mit 100 pferd uff einmahl mitt der fliegenden Brück über Rhein in einem Huy gefahren. Wann ich bis Frankendahl bette also gemechlich kommen können, hefte ich mich nicht wund geritten“

Tatsächlich soll die Fähre in der Lage gewesen sein, gleichzeitig 13 schwer beladene Wagen mit drei Pferden aufzunehmen. Für die Benutzung musste Brückengeld bezahlt werden. Aufschluss hierüber gibt eine 1669 gedruckte „Ordnung der Fracht oder Fahrgeldes, so ein jedweder, der mit der Fliegenden oder Gyrbrücke zu Mannheim über den Rhein fährt, zahlen soll: Eine Person zu Fuß, einheimisch oder fremd: einen doppelten Pfennig, Einer zu Pferd: zwei Kreutzer.“
Die „fliegende Brücke“ war eine fest installierte Fähre, die an Seilen gezogen wurde und als technische Meisterleistung galt. Als Mannheim 1718 kurpfälzische Residenz und Oggersheim ab 1720 Nebenresidenz wurde, machte dies eine feste Straßenverbindung zwischen beiden Orten nötig. In der ersten Hälfte des 18. Jahrhunderts wurde die „fliegende Brücke“ deshalb durch eine Schiffsbrücke ersetzt. Ihre Holzkonstruktion lag auf verankerten Kähnen auf, sodass sie mit dem Wassergang steigen und fallen konnte. Wenn ein Schiff passieren wollte, musste ein Brückenteil geöffnet werden. Im Winter wurde wegen des damals noch starken Eisgangs die gesamte Brücke abgefahren.

### Zerstörung im Pfälzischen Erbfolgekrieg

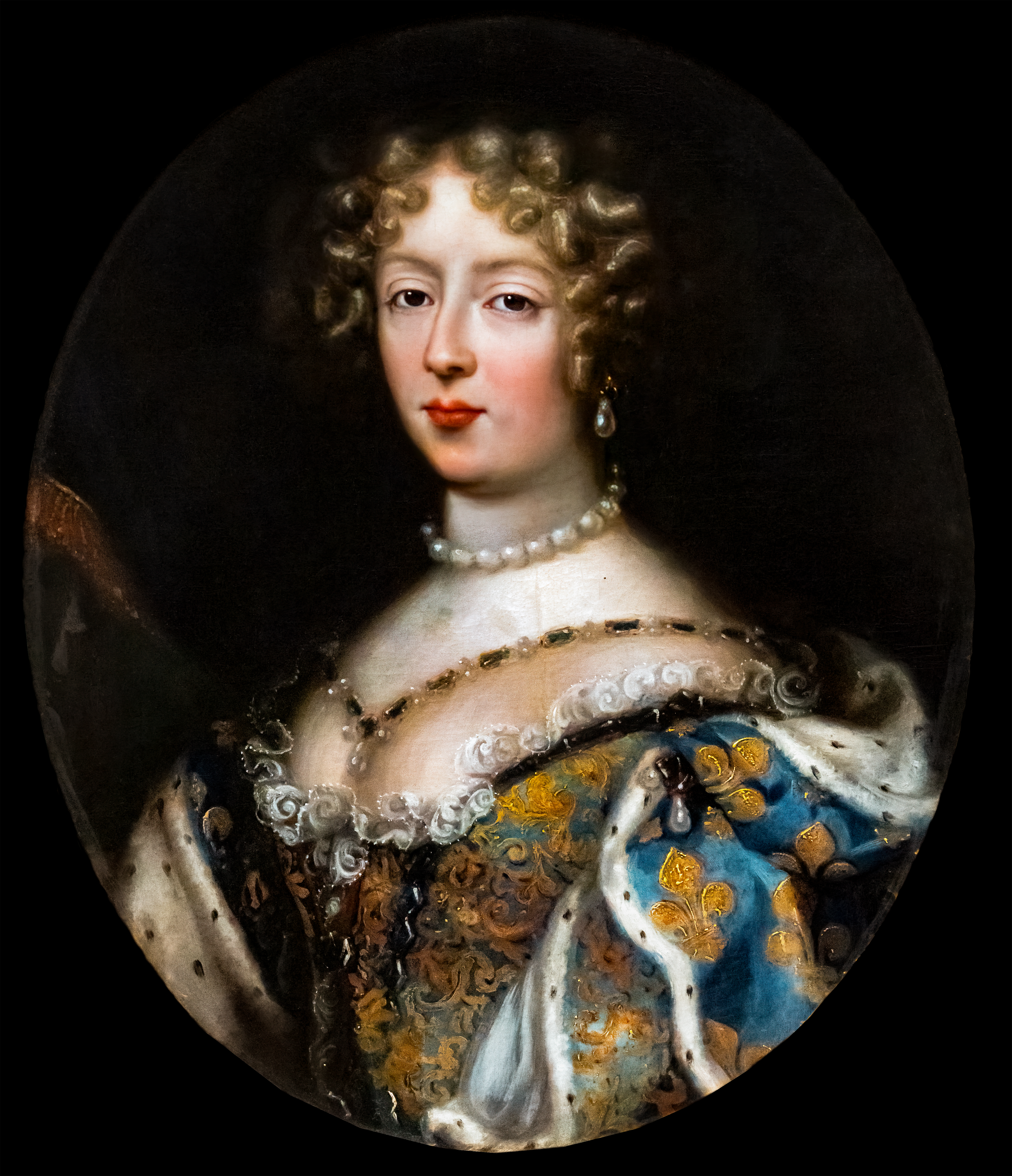
Liselotte von der Pfalz

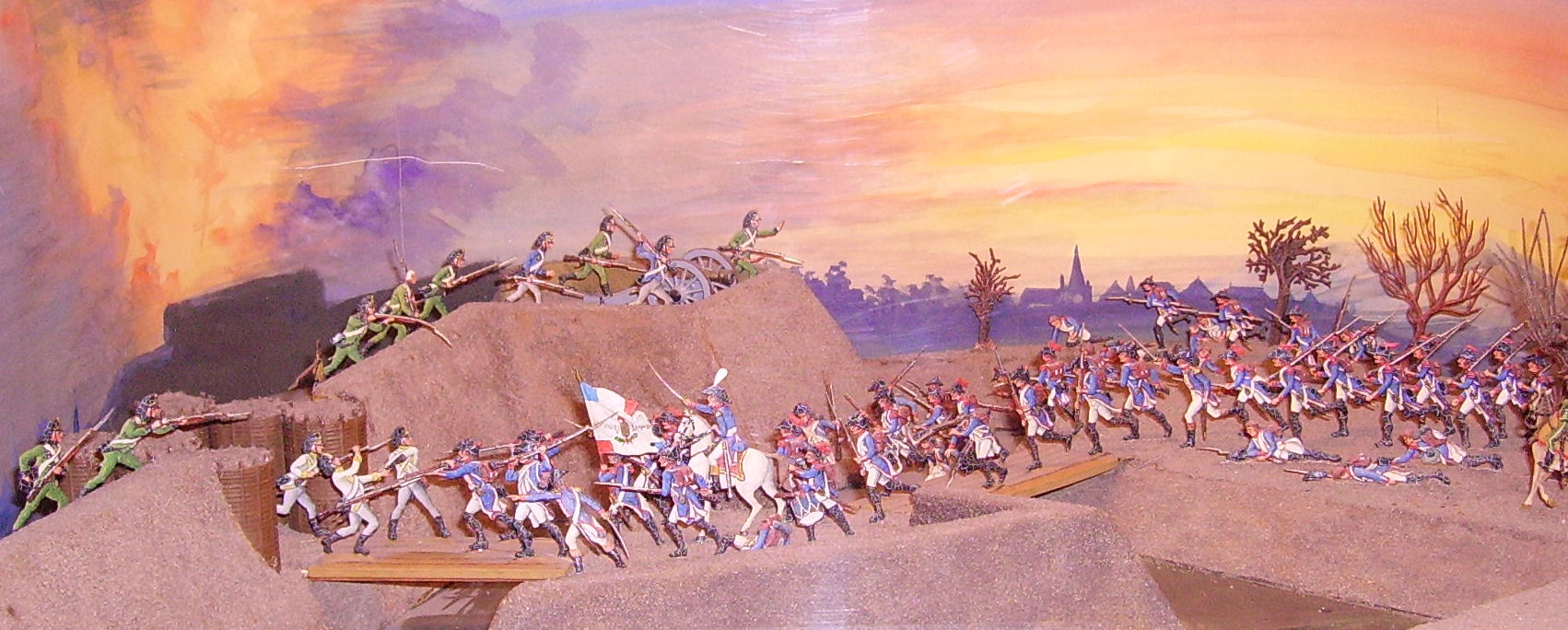
Sturm auf die Rheinschanze durch französische Truppen (Diorama im Stadtmuseum Ludwigshafen)

Im Jahr 1671 verheiratete Kurfürst Karl Ludwig seine Tochter Elisabeth Charlotte (Liselotte von der Pfalz) aus machtpolitischen Gründen mit Herzog Philipp von Orléans, dem Bruder des französischen Königs Ludwig XIV. Er erhoffte sich von dieser Verbindung große Vorteile, sah sich aber bald darin getäuscht. König Ludwig XIV. verlangte von ihm, er solle mit ihm gegen Holland vorgehen, was er aber als deutscher Fürst ablehnte: Die französischen Truppen zogen darauf im Winter 1673 verwüstend durch die neutral gebliebene Pfalz. Der Versuch des Kurfürsten, mit Hilfe des Kaisers die Pfalz zu schützen, verschlimmerte die Lage nur noch. 1674 kamen die Franzosen unter General Turenne erneut und behandelten die Pfalz als Feindesland.
Mannheim hatte Vorbereitungen für eine Belagerung getroffen, die jedoch unterblieb. 1677 wurde die Stadt nochmals umzingelt, ohne dass jedoch ein Versuch zur Einnahme gemacht worden wäre. 1679 wurde schließlich zwischen dem Kaiser und dem König von Frankreich Frieden geschlossen.
Nach dem Tode des Kurfürsten Karl Ludwig im Jahr 1680 trat sein Sohn Karl II. dessen Erbe an, starb aber bereits 1685 ohne Nachkommen. Kaiser Leopold übertrug deshalb das Kurfürstentum dem nächsten männlichen Verwandten, dem Pfalzgrafen Philipp Wilhelm. König Ludwig XIV. von Frankreich erhob für seinen Bruder, den Herzog Philipp von Orléans, der die Tochter des verstorbenen Kurfürsten Karl Ludwig, Liselotte von der Pfalz zur Frau hatte, Anspruch auf die Kurpfalz. Die Ansprüche wurden aber nicht anerkannt, weil die pfälzischen Hausgesetze keine Vererbung in der weiblichen Linie vorsahen. Frankreich versuchte aber die Ansprüche des Herzogs von Orleans mit Gewalt durchzusetzen und fiel am 4. September 1688 in die Pfalz ein.
In Mannheim kommandierte der Gouverneur Freiherr von Seeligenkron, dem nur 1.050 Mann zur Verfügung standen. Am 1. November 1688 forderte der französische General Montclar die Festung zur Übergabe auf. Der Kommandant lehnte dies aber ab. Stadtrat und Bürgermeister befürworteten aber die Kapitulation. Am 3. November wurden Flugschriften verteilt, worin Montclar bekannt gab, dass die Stadt geplündert und abgebrannt würde, wenn nicht innerhalb zweier Tage deren Übergabe erfolge.
Am folgenden Tag eröffneten die Franzosen von der Rheinschanze aus das Feuer und die Bürgerschaft öffnete gewaltsam die Tore. Der Gouverneur wollte die 300 Mann starke Besatzung in die Festung zurücknehmen, doch es folgten ihm nur 40 Mann. In der Festung brach bald eine Meuterei aus und am 12. November 1688 wurde auch die Festung den Franzosen übergeben. Nach dem Abzug der pfälzischen Garnison übernahm der französische Obrist Harcourt das Kommando und ließ eine teilweise Plünderung zu. Zwei Monate später wurde auch das Heidelberger Schloss gesprengt. Am 3. März 1689 wurde dem Bürgermeister und dem Rat der Stadt Mannheim ein Dekret des Königs von Frankreich vorgelesen, nach welchem „alle Häuser und Gebäude abgerissen und die Stadt Mannheim unbewohnbar, gemacht werden solle“.
Am folgenden Tage begannen die Soldaten mit der Zerstörung. Weil es ihnen aber zu lange dauerte, wurde ein Brand gelegt und die Stadt, die Festung sowie die Rheinschanze zerstört.

### Wiederaufbau unter Kurfürst Johann Wilhelm
Kurfürst Johann Wilhelm machte sich im Jahr 1698 daran, die Festung Mannheim und die Rheinschanze wieder aufbauen zu lassen. Dazu erteilte er dem berühmten holländischen General und Ingenieur, Baron Menno van Coehoorn, den Auftrag, einen Plan über den Aufbau anzufertigen, nach welchem die ganze Stadt mit in die Festung eingeschlossen werden und auch die Rheinschanze neu erstehen sollte. Der Bau wurde im Jahr 1700 begonnen und gleich zu Beginn des Baues wurde die Rheinschanze „mit vorliegendem nassen Graben als Hornwerk“ neu errichtet.

## Die Rheinschanze im 18. Jahrhundert

### Zerstörung im Spanischen Erbfolgekrieg

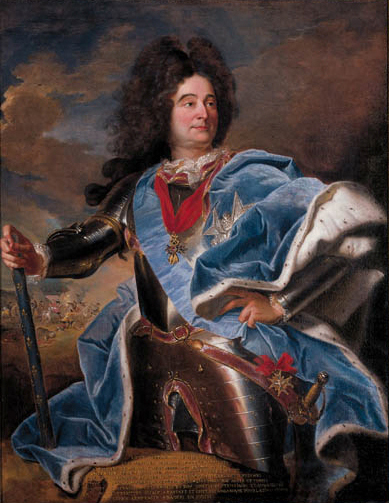
Claude-Louis-Hector de Villars, Marschall von Frankreich

Nach dem Tod des spanischen Königs Karl II. brach ein Krieg um die Nachfolge aus, in dem sich besonders Prinz Eugen von Savoyen und der John Churchill, 1. Duke of Marlborough als Feldherren hervortaten. Am 19. Juni 1713 griff der französische Marschall Claude-Louis-Hector de Villars die Rheinschanze und Mannheim an, nachdem er bereits Landau, Speyer und andere pfälzische Städte eingenommen hatte.
Marschall de Villars eröffnete am 19. Juni 1713 Laufgräben vor der Rheinschanze. Die Verteidigung der Schanze war dem kurpfälzischen Leutnant Kuhla übertragen, der diese mit 600 Mann besetzt hielt. Obwohl die Beschießung durch die Franzosen heftig war, leistete die Besatzung bis zum 27. Juni Widerstand. Dann erhielt Kuhla den Befehl, sich nach Mannheim zurückzuziehen. In der Nacht vom 27. auf den 28. Juni 1713 ließ er einen Teil der Kanonen und der Munition im Rhein versenken und setzte mit dem größten Teil der Mannschaft auf der fliegenden Brücke über den Rhein. Den Übergang ließ er von 20 Mann durch das Feuer einiger Kanonen maskieren. Bald danach folgten diese 20 Männer dem Rest der Mannschaft nach. Am 29. Juni 1713, bei Tagesanbruch nahmen die Franzosen von der Rheinschanze Besitz, nachdem sie, misstrauisch durch die Stille in der Schanze, diese durch Freiwillige hatten auskundschaften lassen. Am 8. September 1713 brach de Villars mit seiner Armee von Speyer auf und die Besatzung der Rheinschanze schloss sich ihm an, nachdem sie diese völlig demoliert hatten.

### Unter bayerischer Herrschaft
Als im Jahr 1777 der bayerische Kurfürst Maximilian Joseph ohne Erben starb, musste Kurfürst Karl Theodor seine Stelle als bayerischer Kurfürst in München einnehmen. Mannheim und die Rheinschanze kamen damit zu Bayern und Karl Theodor verlegte seine Residenz nach München. Damit trat die Pfälzer Linie der Wittelsbacher ihre Herrschaft in Bayern an.

### Zerstörung während der Französischen Revolution

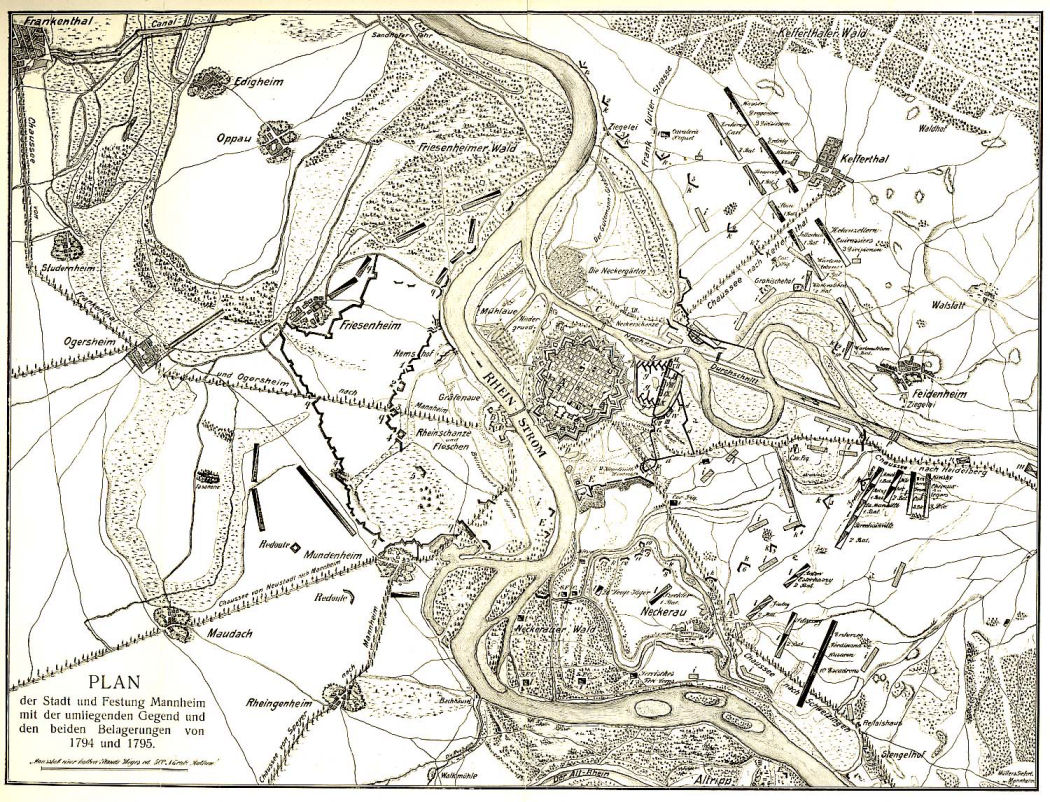
Belagerung Mannheims und der Rheinschanze

In den französischen Revolutionskriegen war der französische Befehlshaber General Michaud beauftragt, die Rheinschanze um jeden Preis zu nehmen. Starker Eisgang gefährdete die Rheinbrücke und bedrohte die Verbindung der Schanze mit der Festung. Bald zerriss die Brücke und Nachen übernahmen den Transport zwischen Schanze und Festung. Die Franzosen bemerkten diese Situation und verlangten am 22. Dezember 1794 die Übergabe der Schanze mit folgender Aufforderung:

„Ihr seid verloren, Ihr seid ohne Hilfsmittel und ohne Hoffnung auf Unterstützung. 40.000 Republikaner, die Ihr zählen könnt, sind entschlossen, alles zu wagen, alles zu unternehmen, um Euch zu bezwingen, 150 Feuerschlünde sind bereit, auf Euch Tod und Flammen zu speien; Schaut hinter Euch! Der Rhein, auf den Ihr Eure Hoffnung gebaut, bietet Euch den Abgrund dar, der Euch zu verschlingen droht. Blickt auf uns und Ihr findet den Edelmut und jene Größe, die von dem französischen Volke unzertrennlich sind. Betrachtet I dies nicht für eitle Prahlerei, die Republikaner bedürfen dieser nicht und lassen sich nie so weit herab; Nie sagen sie etwas umsonst, Ihr wißt es. Wählet nun! Drei Stunden geben wir Euch Bedenkzeit; ist diese umstrichen, so bemächtigen wir uns Eurer mit Gewalt und euer Loos ist der Tod!“

Da die Aufforderung abgewiesen wurde, begannen die Franzosen in der Nacht vom 23. auf den 24. Dezember aus 8 Batterien ein starkes Kanonenfeuer. Die Schanze und die Mühlau wurden mit glühenden Kugeln und Geschossen aller Art überschüttet. Die pfalz-bayerische Artillerieverteidigung der Rheinschanze leitete in diesem Gefecht Georg von Tausch, späterer Generalleutnant und Kommandant des Münchner Kadettenkorps. Bis zum Nachmittag des 24. wurde die Beschießung fortgesetzt, worauf eine neuerliche Aufforderung zur Übergabe erging, andernfalls würde die Stadt Mannheim in Brand geschossen.
Auf diese Drohung hin wandte sich der Stadtrat von Mannheim an den Kommandanten und befürwortete die Übergabe der Rheinschanze. In Anbetracht der Tatsache, dass die Verbindung zur Schanze nicht länger zu halten war, willigten der Gouverneur Freiherr von Belderbusch und der österreichische Feldzeugmeister Graf Wartensleben in die Übergabe der Rheinschanze ein.
Am 24. Dezember 1794 erfolgte die Auslieferung der Rheinschanze. Die bezügliche Übereinkunft lautete:

„Die Rheinschanze von Mannheim wird am 25. Dezember um Mittag mit dem Geschütz, der Munition und anderen Gegenständen, die im Augenblick der Übergabe noch darin sein werden, der belagernden Armee übergeben, unter der Bedingung, dass die Stadt Mannheim, solange der Krieg nur auf dem linken Rheinufer statthaben wird, nicht bombardiert werden darf. Die Zerstörung der Rheinschanze darf nicht gehindert werden; die geringste Widersetzlichkeit in dieser Hinsicht wird man als eine Verletzung gegenwärtiger Übereinkunft ansehen und durch Beschießung der Stadt zurückweisen.“

Dennoch kam die Rheinschanze durch das wechselnde Kriegsglück nochmals in deutsche Hand. Beim Friedensschluss von Campo Formio (1797) wurden schließlich die linksrheinischen deutschen Gebiete offiziell an Frankreich abgetreten, ein Zusatzabkommen (Loebener Vertrag und Heidelberger Konvention) beließ jedoch die wieder in deutschem Besitz befindliche Mannheimer Rheinschanze als Brückenkopf beim deutschen Staatsgebiet. Noch während der Rastatter Kongress die Einzelheiten des Friedensschlusses verhandelte, wollte sich Frankreich u. a. auch die Rheinschanze bei Mannheim sichern und der dort kommandierende General Charles Nicolas Oudinot forderte die Festung am 25. Januar 1798 zur Übergabe auf. Der Mannheimer Kommandant Adam von Bartels verlegte daraufhin vier Kompanien des 1. Kurpfalz-Bayerischen Feldjäger-Regiments, unter Oberstleutnant Theodor von Karg, aus Mannheim in die vorgeschobene Brückenkopf-Stellung.
Es kam am 25. bzw. 26. Januar 1798 zu einem länger andauernden Gefecht, bei dem die Franzosen auch begannen, Mannheim zu beschießen. Deshalb entsandte Bartels seinen Beauftragten, Oberstleutnant Johann Andreas von Traitteur, auf die linke Rheinseite um die Rheinschanze übergeben zu lassen. Traitteur griff in den laufenden Kampf ein und ließ Trompetensignal geben. Zu Übergabeverhandlungen ging Oberstleutnant von Karg vor die Festung. Während der Unterhandlungen stürmten die Franzosen plötzlich mit einem Überraschungsangriff in die offene Festung hinein, wo sie inzwischen auch seitlich eingedrungen waren. Der Großteil der Besatzung unter Oberstleutnant Karg (ca. 400 Personen) musste sich ergeben, lediglich Hauptmann Wilhelm von Metzen konnte sich mit etwa 50 Mann, im Handgemenge, durch die Franzosen retten und die Schiffsbrücke Richtung Mannheim erreichen. Verfolgt von den französischen Truppen gelang es Metzen mit seinen Soldaten kämpfend den Rhein zu überqueren, bis ans Mannheimer Rheintor zu kommen und dem Torwächter die Schließung der Zugbrücke zu befehlen, wodurch ein Eindringen der Feinde in die Festung Mannheim vereitelt wurde.

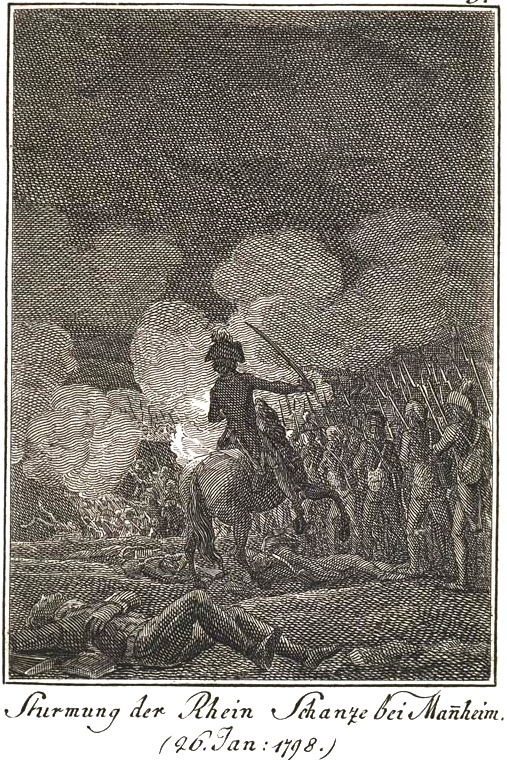
Sturm der Franzosen auf die Mannheimer Rheinschanze, 1798; zeitgenössischer Kupferstich

Die zeitgenössischen Historisch-politischen Erzählungen der neusten Staats- und Weltbegebenheiten berichten 1798 in folgenden Worten darüber:

„Nach mehreren Versuchen gelang es endlich den Franzosen auf der linken Flanke in die Rheinschanze einzudringen und zu gleicher Zeit kam ein Haufen derselben, man weiß nicht bestimmt ob auf Schiffen oder anderen Wegen, der Schanze in den Rücken und bemeisterte sich der Rheinbrücke. Nun war der Besatzung der Rückzug abgeschnitten; doch gelang es einem Theile, sich durchzuschlagen, und selbst noch mit einer Kanone und einem Munitionskarren über die Brücke auf das rechte Rheinufer zu kommen. Die Franzosen folgten und würden vielleicht mit der sich zurückziehenden Mannschaft in die Stadt gedrungen seyn, wenn nicht, wie es allgemein heißt, die Besonnenheit und das muthvolle Benehmen des Herrn Hauptmann von Metzen denselben Einhalt gethan hätte.“

Das schwach besetzte Mannheim konnte den Franzosen aber keinen größeren Widerstand leisten, weshalb es zu Verhandlungen zwischen Bartels und Oudinot kam, in deren Verlauf Mannheim zwar unbehelligt blieb, die Mannheimer Rheinschanze jedoch dauerhaft an Frankreich fiel.

## Die Rheinschanze im 19. Jahrhundert
Als das linke Rheinufer an Frankreich gefallen und der Rhein damit zur politischen Grenze geworden war, entwickelte sich die Rheinschanze unabhängig und später sogar in Konkurrenz zu Mannheim.

### Wirtschaftliche Entwicklung nach den Befreiungskriegen

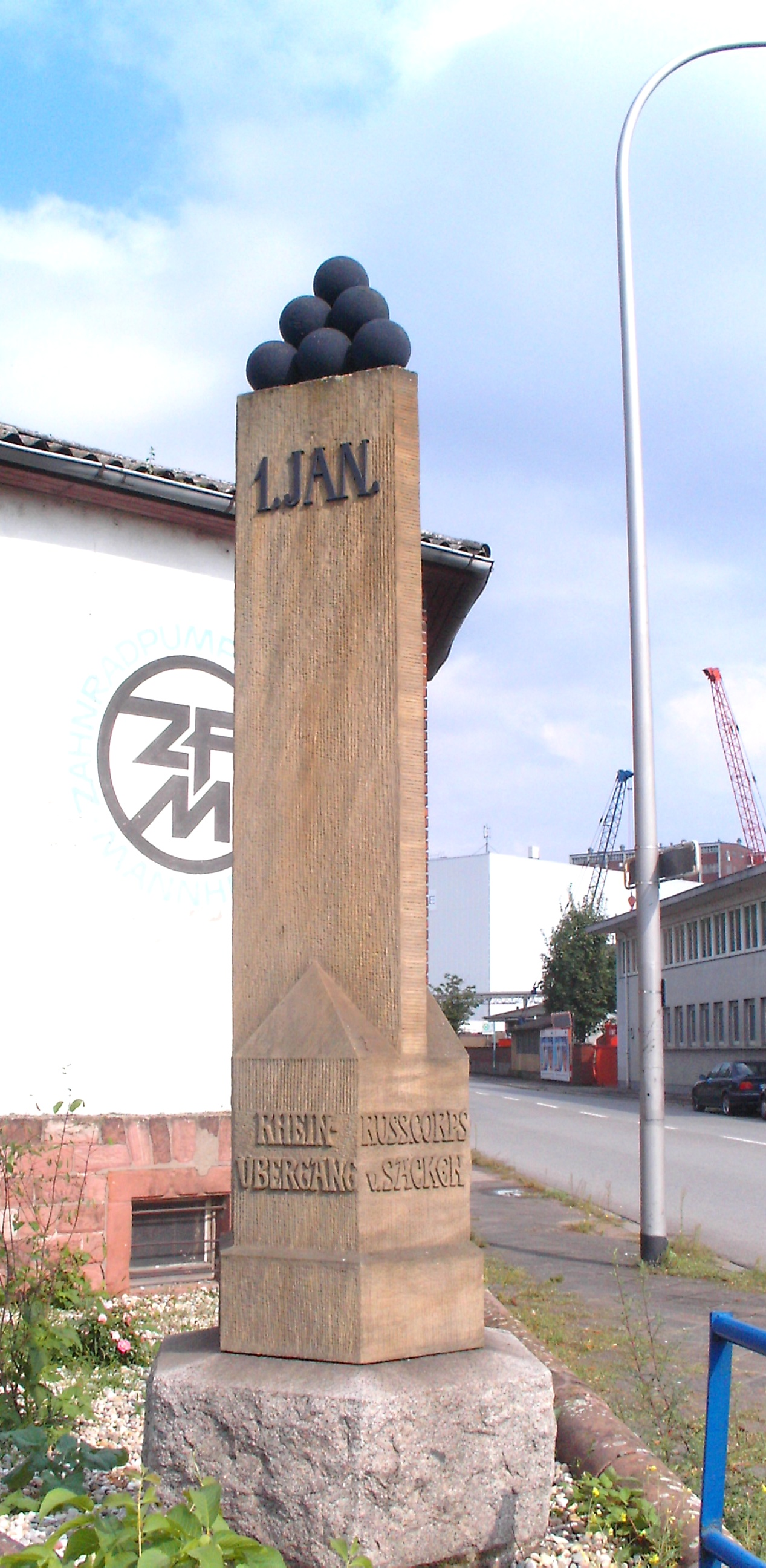
Denkmal an der Stelle der Landung der Alliierten auf dem linken Rheinufer, 1814 (heute rechtsrheinisch)

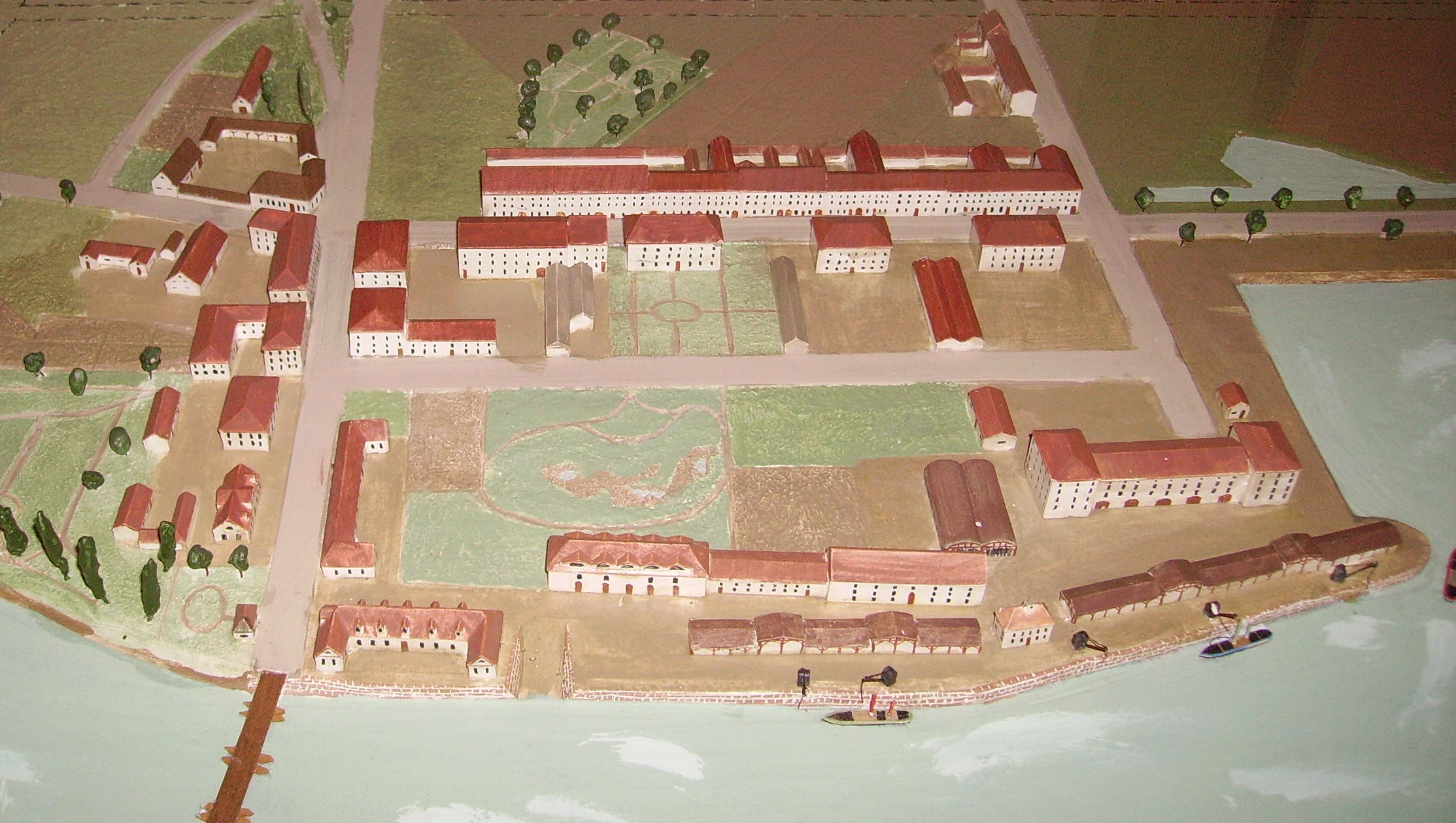
Diorama im Stadtmuseum Ludwigshafen

Die Rheinschanze wurde durch die Franzosenkriege ein ödes Gelände mit einem Zollposten. Frankreich hatte den ehemals kurpfälzischen Besitz zum Nationalgut erklärt und 1803 an das Handlungshaus Gebr. Fabrequettes verkauft, ohne dass es zu einer weiteren Nutzung kam. Im Jahre 1804 allerdings erbaute Jakob Graf unmittelbar vor dem Eingang zur Rheinschanze das Gasthaus „Zum Anker“, aus dem dann später der Ankerhof wurde.
Innerhalb der Rheinschanze aber kaufte sich der Mannheimer Gastwirt Karl Hornig 1808 für 2.000 Francs ein und errichtete unmittelbar am Rheinufer einen Gasthof und eine Zollstation für die französischen Behörden. Das Wirtshaus war bei den vielen Truppendurchzügen der napoleonischen Zeit rentabel, aber Hornig machte sich die günstige Lage der Rheinschanze weiter zu Nutze und ließ eigenmächtig Anlegeplätze für Handelsschiffe errichten, von denen er Gebühren verlangte. Auf Grund von mehrfachen Beschwerden wurde ihm das 1811 von den Behörden untersagt.
Das Ende der „Franzosenzeit“ an der Rheinschanze kam in der Neujahrsnacht 1813/1814. Der linke Flügel von Blüchers Koalitionsarmee, ein russisches Korps unter General Fabian Gottlieb von der Osten-Sacken, überquerte vom Neckar kommend ungefähr drei Kilometer flussabwärts den Rhein, rückte dann wieder nach Süden vor und konnte die Rheinschanze einnehmen. Anschließend wurden die Befestigungsanlagen wieder aufgebaut. Die Schanze war daraufhin zunächst von russischen, danach von bayerischen Truppen besetzt. Das ehemals linke Rheinufer, an dem die Blüchertruppen landeten, liegt seit Vollendung des „Friesenheimer Durchstichs“ im Zuge der Rheinbegradigung auf rechtsrheinischem Gebiet. Die damalige Landungsstelle befindet sich heute auf der in der alten Rheinschleife liegenden Friesenheimer Insel. 1914 wurde dort ein Denkmal errichtet.
Nach dem Tod Karl Hornigs ließ dessen Witwe am 27. Dezember 1820 das Anwesen versteigern. Ersteigerer war der Kaufmann und Weinhändler Johann Heinrich Scharpff aus Speyer, der es auf Anraten seines Schwiegersohnes, des Kaufmanns Philipp Markus Lichtenberger, für den Preis von 15.000 Gulden erwarb. Scharpffs Firma richtete in der Rheinschanze eine Zweigniederlassung seines Handelshauses ein, das landwirtschaftliche Produkte der Pfalz, vor allem Tabak und Wein, vertrieb.
Scharpff sah die Entwicklungsfähigkeit der Rheinschanze, aber auch die Hindernisse, die diese Entwicklung beeinträchtigen konnten. Dies bewies ein Erlass des Direktoriums des Neckarkreises aus dem Jahr 1820:

„Um dem, dem Interesse des Handels und der Schifffahrt durch das Verladen der Güter an nicht gesetzlichen Ladeplätzen zugebenden Nachtheile zu begegnen, wird verordnet, daß künftig den hiesigen Schiffern nicht gestattet sey, an einem anderen Ort als der gesetzlichen Einlad Station Güter zu verladen Der zuwider Handelnde ist im ersten Betreuungsfall mit einer Strafe von fünfzig Reichsthaler, bey dem zweiten mit hundert Reichsthaler und bei dem dritten nebst Erlegung einer Denunciations Gebühr von fünfzig Reichsthaler mit dem Verlust des Schifffahrtsrechtes zu belegen. Nebst dieser Strafe ist der zuwider Handelnde gehalten, die Krahnen und Lagergebühren, dann Kay Gelder gerade so noch zu tragen, als ob die Verladung im Hafen geschehen wäre.“

### Besuch des bayerischen Königs Ludwig I.

Besuch des bayerischen Königs, 1829

Vom 7. bis 15. Juni 1829 besuchte der bayerische König Ludwig I. mit Königin Therese die Pfalz und die Rheinschanze.
Bericht über den Besuch des Königs

„Nach der Rückkehr über die Befestigungswerke in das Absteigequartier führte der König seine Gemahlin an ein Fenster, Mannheim gegenüber; hier, hörte man den Fürsten in freundlich vertrautem Tone Erinnerungen aus seinen Jugendtagen der milden teilnehmen den Lebensgefährtin erzählen. Der Anblick Mannheims, der ehemals kurpfälzischen Residenz, mochte in dem tieffühlenden Gemüte des Monarchen Bilder der Vergangenheit aufsteigen lassen, die ihn zu wehmütigem Ernste stimmten. Mannheim war sein Jugendaufenthalt; Mannheim war der Ort, wo er an liebender Mutterhand eine heitere Kindheit verlebte, Mannheim war der Ort, wo er sich vorbereitete zum schweren Herrscherberuf, hier weilten seine Ahnen, bis Karl Theodors Haupt Bayerns fürstliches Diadem umschloss. Doch der Blick fiel bald wieder auf die belebten Szenen diesseits des Stroms. Die Rheinschanze glich einem Blumentempel, die jubelnde Menschenmenge mag wohl 10.000 betragen haben, die wehenden Fahnen, das tausendfache Hurrah der Arbeiter und Matrosen stimmten das hohe Herrscherpaar neuerdings zur Freude.“

Am Ende des Besuchs trug das Mädchen Auguste Lichtenberger ein Gedicht vor, um für den Handelsplatz in poetischer Form den königlichen Schutz zu erbitten. Der Schlussvers des Abschiedsgedichtes lautete:
O König, darf ich wohl der Hoffnung leben
Du wollst dem Hafen einen Namen geben,
Als Zeuge, dass er Deinen Schutz besitzt?
Dann wird das Werk noch größeren Aufschwung finden
Und sein Gedeih’n der späten Nachwelt künden,
Wie kräftig Ludwig Kunst und Handel schützt!

### Erweiterung des Handelshauses

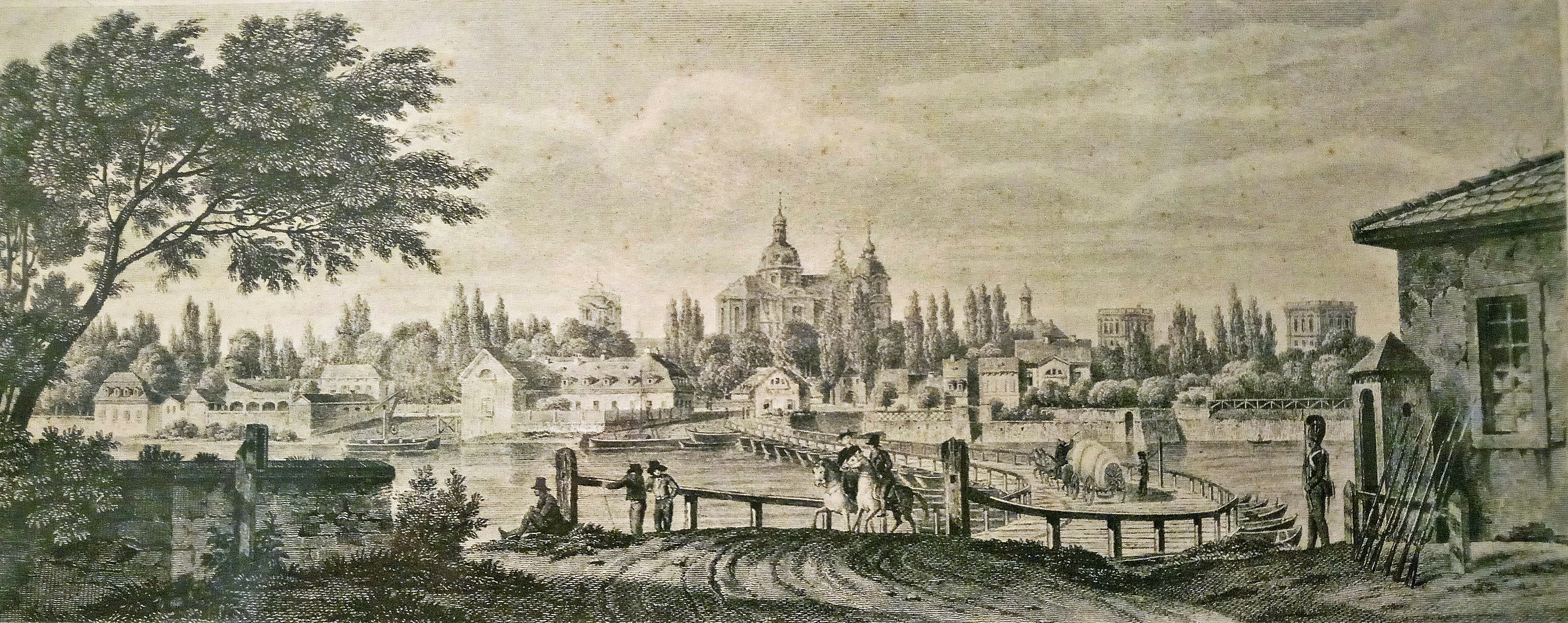
Mannheim um 1830, von der Rheinschanze gesehen; rechts ein bayerischer Grenzposten. Stahlstich von Ludwig Schnell († 1834), nach Bild von Ernst Fries († 1833)

Im Jahr 1829 geriet das Handelshaus Lichtenberger in eine wirtschaftliche Krise, denn der Schwiegervater Lichtenbergers, Scharpff, war gestorben und die Rheinschanze wurde zur Versteigerung angesetzt. Lichtenberger wusste, dass ein großes Mannheimer Handelshaus es auf den Erwerb des Etablissements abgesehen hatte, konnte aber nicht mitbieten. In dieser Zwangslage riet ihm der spätere Regierungsdirektor Lufft, diesem Verwandten 30.000 Gulden als Abfindung zu geben. Das Angebot wurde angenommen und von diesem Zeitpunkt ab datiert ein bedeutender Aufschwung des Handelshauses. Das vorhandene Lagerhaus erwies sich als unzureichend, weshalb Lichtenberger im Jahre 1831 ein weiteres großes Lagerhaus erstellte, außerdem erwies sich die Aufstellung eines weiteren Krans als notwendig.
Da die Konzessionszeit des ersten Krans 1832 ablief, suchte Lichtenberger um Verlängerung der Konzession und um Erlaubnis zur Aufstellung eines zweiten Krans nach. Schon 1829 hatte sich ein erheblicher Widerstand entfaltet, um die Weiterbetreibung des Krans zu verhindern. Wie schon 1822 war es wiederum Mannheim, dessen Handelsstand protestierte, und dem sich auch der Stadtrat von Frankenthal anschloss. Letzterer beschwerte sich beim Ministerium, weil die Rheinschanze zwei Drittel des Frankenthaler Handels an sich gezogen habe; der dortige Handelsstand sei ruiniert und der Frankenthaler Kanal liege verödet. Die Regierung sprach sich dahin aus, dass Frankenthal keinen Grund habe, sich gegen ein Handelsetablissement zu beschweren, dessen Unterdrückung der Stadt Frankenthal nur wenig nutzen, dem Rheinkreis aber sehr schaden würde.

### Bau des Winterhafens

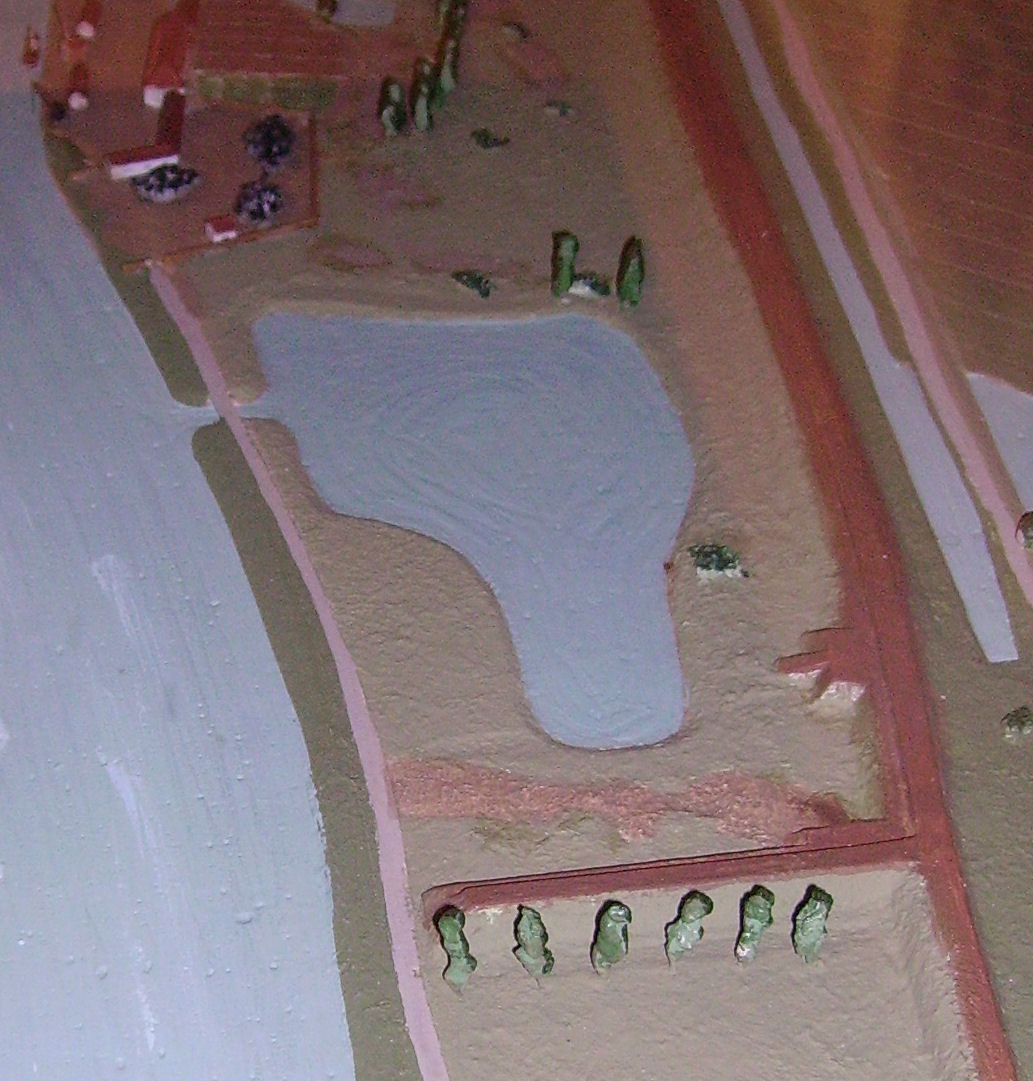
Winterhafen (Diorama im Stadtmuseum Ludwigshafen)

Im Jahr 1843 wurde von der bayerischen Regierung die Anlegung eines Steinkohlen- und Schiffsutensilienmagazins gestattet. In diese Zeit fällt die Herstellung des Winterhafens, der sich infolge eines Dammbruchs im Jahr 1824 selbst gebildet hatte. Der Hafen war vernachlässigt, die Einfahrt zu eng, das Bassin zu seicht, sodass größere Schiffe oder gar Dampfschiffe nicht einzulaufen vermochten.
Im Jahre 1823 erbat Lichtenberger von den Behörden die Erlaubnis, einen auf seinem Grundstück gelegenen Teich durch einen kleinen Kanal mit dem Rhein verbinden zu dürfen. Dies erübrigte sich aber, denn der hohe Wasserstand im November 1824 verursachte unterhalb der Rheinschanze einen Dammbruch und überflutete das tiefer gelegene Land. Die Dammbruchstelle wurde zur Einfahrt zum Winterhafen. Es ging allerdings auch das Gerücht, der Damm sei Nachts von Mannheimer Schiffern durchstochen worden, um Mannheim zu schützen, das durch einen Dammbruch auf der rechten Rheinseite bis an die Planken unter Wasser gesetzt worden wäre.
Die Rheinschanze verfügte damit über den einzigen winterfesten Rheinhafen in der bayerischen Pfalz. Hier konnten die Schiffe auch in den Wintermonaten, in denen der Rhein regelmäßig zufror, vor Anker liegen. Ein Winterhafen war aber wichtig zur Belebung des Verkehrs. Dies war ein entscheidender Standortvorteil, der die Rheinschanze zum größten Hafen der Pfalz werden ließ.

### Umbenennung in Ludwigshafen

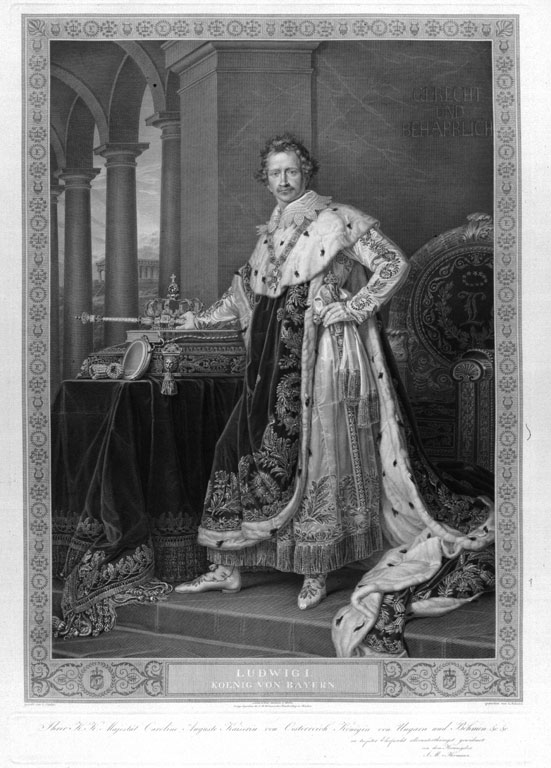
Ludwig I. von Bayern

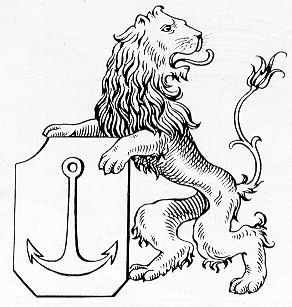
Erstes Wappen 1853

Wappen im Jahr 1900

Was Scharpff bereits im Jahr 1825 erbeten hatte, die Benennung der Rheinschanze nach dem damaligen bayerischen König Maximilian in Maximilianshafen, wurde 1843 genehmigt. Jetzt erhielt die Rheinschanze von König Ludwig I. die Erlaubnis, sich Ludwigshafen zu nennen.
Gleichzeitig wurde angeordnet, dass ein eigener Polizeibezirk gebildet werde und Vorbereitungen getroffen würden zur Bildung einer eigenen Gemeinde. Diese so genannte „Allerhöchste Entschließung“ lautet:
Königreich Bayern.
Staatsministerium des Innern.
Seine Majestät der König haben in Folge der berichtlichen Anträge der K. Regierung der Pfalz vom 28 v. Mts. nachstehende Entschliessungen zu fassen geruht.
1. Seine Kgl. Majestät genehmigen, dass dem bisher unter dem Namen der „Rheinschanze“ bekannten Handels- und Hafenplatz gegenüber von Mannheim und der sich dombildenden Gemeinde der Name „Ludwigshafen“ schon jetzt beigelegt werde.
Diese Benennung ist daher von nun an allenthalben, insbesondere in allen amtlichen Verhandlungen zu gebrauchen und auch dem Publikum durch das Amts- und Intelligenzblatt der Pfalz zur Nachachtung bekannt zu machen.
2. Der Ort Ludwigshafen hat zwar vorerst noch in seinem bisherigen Gemeindeverbande zu verbleiben, seine Erhebung zu einer selbständigen Gemeinde ist jedoch einzuleiten und schon jetzt durch alle zweckdienlichen Maassregeln vorzubereiten. –
3. Es ist sogleich ein besonderer Polizeybezirk für Ludwigshafen zu bilden, welcher die bisherige Rheinschanze, den Ankerhof, Ganterhof, den Gräfenau und Rohrlacherhof und die Hemshöfe zu umfassen hat.
4. Für den Polizeybezirk Ludwigshafen wird ein Polizey Adjunkt zur Handhabung der Lokalpolizey aufgestellt, welcher in dieser Beziehung dem K. Landkommissariat Speyer direkt untergeben ist, in jeder, anderen Beziehung aber im Dienstverhältnisse zur Gemeinde Verwaltung von Mundenheim bezw. von Fliesenheim steht.
5. In Ludwigshafen soll sogleich eine teutsche Schule errichtet und es sollen derselben alle, im Polizeybezirk Ludwigshafen begriffenen Weiler und Höfe zugewiesen werden. Es ist Sorge zu tragen, dass nicht nur der bisherige Beitrag der Gemeinde Friesenheim für den Unterhalt des Lehrers auf 100 fl. erhöht und dem anzustellenden Schullehrer überwiesen, sondern dass auch ein angemessener Zuschuss aus dem Kreisschulfonds gewährt werde, bis die Gemeinde Ludwigshafen den vollen Lehrergehalt selbst zu reichen im Stande ist.
6. Bei der noch mangelnden Dotirung der Gemeinde Ludwigshafen ist die Frage der hiefür geeigneten Mittel in sorgfältige Erwägung zu ziehen, und von der K Regierung mit der dortigen Regierungs Finanzkammer sogleich darüber in das Benehmen zu treten, inwiefern und in welcher Weise die innerhalb der von der Kgl Regierung Kammer des Innern beantragten künftigen Gemarkungsgränze liegenden Aerarial Ländereyen von etwa 86 Tagwerken, resp, deren Renten für die künftige Gemeinde Ludwigshafen – im Einklang mit den verfassungsmässigen Bestimmungen – erworben werden können?
Das Ergebnis ist mit besonderem gutachtlichen Berichte vorzulegen.
7. Ueber den vorgelegten Ortsbauplan erfolgt besondere Entschliessung.
Vorläufig wollen Seine Königliche Majestät, dass der Plan jedes in Ludwigshafen aufzuführenden Gebäudes daher auch jener der Privaten, Allerhöchst demselben zur Genehmigung vorgelegt, bei diesen Plänen ebensowohl Luxus als gemeines Aussehen vermieden, vielmehr Zweckmässigkeit mit gutem architektonischem Style, beobachtet werde.
Die K. Regierung, Kammer des Innern empfängt den, mit ihrem Bericht vorgelegten Plan über die Gemarkungen von Ludwigshafen, Mundenhefm und Friesenheim mit dem Auftrage zurück, zum Vollzug dieser allerhöchsten Anordnungen unverweilt das Geeignete zu verfügen.
M ü n c h e n, den 25. April 1843